# Shenzhou 6
Shenzhou 6 foi a segunda missão tripulada da China, lançada ao espaço em 12 de outubro de 2005, levando a bordo os taikonautas Fei Junlong e Nie Haisheng para quatro dias em órbita terrestre, no primeiro voo com dois tripulantes do programa espacial chinês.
A tripulação testou os novos trajes espaciais mais leves, realizou experiências científicas - algumas mantidas em segredo, apesar da cobertura da televisão estatal chinesa 24 horas por dia - e os taikonautas entraram pela primeira vez no módulo orbital, tendo acesso ao banheiro da nave. A missão teve a duração de quase cinco dias e terminou com o pouso da cápsula no interior da Mongólia.

## Tripulação
| Posição    | Taikonauta   |
| ---------- | ------------ |
| Comandante | Fei Junlong  |
| Operador   | Nie Haisheng |

## Missão
Primeiro voo com dois tripulantes do programa Shenzhou, cinco duplas de taikonautas foram treinados para esta missão e cerca de um mês antes do lançamento as duas duplas com menor rendimento foram descartadas. Anunciados à população chinesa e à imprensa internacional como tripulantes apenas cinco horas antes do lançamento, Fei e Nie entraram na cápsula espacial no Centro de Lançamentos de Satélites de Jiuquan duas horas e quarenta e cinco minutos antes da partida. A subida foi perfeita e a nave foi colocada em órbita sobre o Mar Amarelo numa altitude de cerca de 250 km, vinte e um minutos após o lançamento da Terra. Pela primeira vez, câmeras foram instaladas na parte exterior do foguete, levando a milhões de chineses as imagens ao vivo do lançamento pela tv.
A nave entrou em órbita terrestre numa rota elíptica entre 211 e 345 km de altitude. Em órbita, os dois tripulantes puderam pela primeira vez entrar e sair do módulo orbital, testando o movimento dentro da Shenzou 6 – ao contrário do pioneiro Yang Liwei, obrigado a passar as 21 horas que esteve no espaço apertado dentro da pequena cápsula de reentrada, para o caso de uma emergência – aproveitando comodidades inexistentes no primeiro voo como comida quente, sacos de dormir e aparelho sanitário, realizaram experiências em gravidade zero e conversaram com o presidente chinês Hu Jintao e com seus familiares. Nie, que fazia 41 anos durante o vôo, teve o “Parabéns pra Você” cantado por sua filha via rádio.

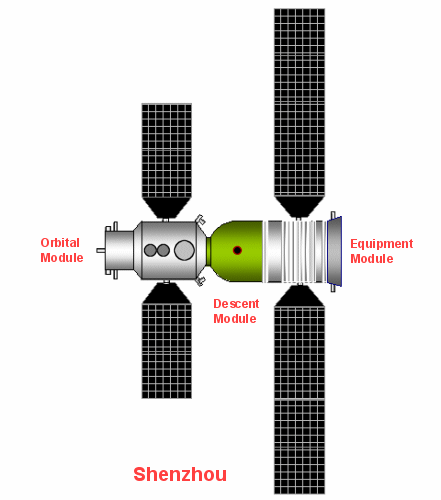
Neste diagrama da nave Shenzhou 6, vê-se ao centro a cápsula de retorno, em verde, onde os taikonautas ficam durante o lançamento e na reentrada na atmosfera; à esquerda, o módulo de comando ou módulo orbital, onde a tripulação fica durante a missão. Este módulo continuou em órbita.

As experiências realizadas a bordo foram apenas superficialmente divulgadas. Uma delas envolveu testes da reação da espaçonave a movimentos dentro da cápsula e do módulo orbital. Eles passaram de uma câmara para outra, abrindo e fechando escotilhas com mais força do que o normalmente requerido. Em julho de 2005, três meses antes da missão, foi anunciado que algumas das experiências a ser realizadas envolviam esperma de porcos. Mas, em outubro, o diretor do Departamento de Reprodução Espacial da Academia Chinesa de Ciências Agrícolas afirmou que não havia planos de experiências orgânicas nem com animais nem com sementes e que o foco da missão era o estudo das reações humanas da tripulação no espaço. A declaração, porém, acabou em contradição quando um ano e meio depois o governo começou a vender batata doce no Dia dos Namorados, afirmando que elas haviam crescido a partir de sementes levadas ao espaço.
Em 15 de outubro, no terceiro dia da missão, os dois taikonautas tiveram uma conversa de alguns minutos com o presidente Hu Jintao, em que ele lhes disse que "a pátria e o povo estão orgulhosos de vocês. Eu espero que vocês completem sua tarefa com sucesso, levando a missão adiante com calma e cuidado, e tenham um retorno triunfante".

### Retorno
O processo de reentrada da nave começou às 19h44 UTC de 16 de outubro quando o módulo de comando separou-se do resto da espaçonave. Diferente das naves Soyuz russas, este processo é realizado nas Shenzhou antes da queima de motores para a reentrada, o que possibilita que o módulo orbital fique em órbita por meses, servindo para futuras missões de longa duração ou como alvo de treinamento de acoplagem de missões posteriores. Três dias depois do pouso da Shenzhou 6, o módulo que permaneceu em órbita teve seus motores disparados da Terra e foi colocado numa órbita circular de 355 km de altura, onde se encontra até hoje.
Às 20h07 a cápsula iniciou a sua reentrada, entrando na atmosfera sobre os céus da China. A interrupção nas comunicações que ocorre durante a reentrada começou às 20h16 e durou dois minutos. A nave pousou no nordeste interior da Mongólia, a cerca de 1 km do alvo pré-estabelecido, às 4h33 da manhã, hora local.
Uma hora e meia após o pouso, no início do amanhecer as equipes de apoio chegaram ao local e abriram as escotilhas para a saída de Fei e Nie. Após rápidos exames médicos e um lanche leve, os dois foram embarcados num avião para Pequim, onde foram colocados em isolamento médico por duas semanas. A cápsula foi transportada de trem até Pequim, onde se encontra exposta ao público no Instituto de Pesquisa de Tecnologia Espacial da China.